# كريستيل كورنيل
كريستيل كورنيل هي مؤدية وممثلة بلجيكية، ولدت في 28 أغسطس 1977 في بلجيكا.

## أعمال

### أفلام
- (2009) السيد لا أحد[5][6]
- (2014) يومين -ليلة واحدة

## وصلات خارجية
- كريستيل كورنيل على موقع IMDb (الإنجليزية)
- كريستيل كورنيل على موقع قاعدة بيانات الأفلام العربية
- كريستيل كورنيل على موقع ألو سيني (الفرنسية)
- كريستيل كورنيل على موقع أول موفي (الإنجليزية)
- كريستيل كورنيل على موقع قاعدة بيانات الأفلام السويدية (السويدية)
- كريستيل كورنيل على موقع قاعدة بيانات الفيلم (الإنجليزية)
- كريستيل كورنيل على موقع كينوبويسك (الروسية)